# Марк Гілтон
Марк Гілтон  (англ. Mark Hylton, 24 вересня 1976) — британський легкоатлет, олімпійський медаліст.

## Виступи на Олімпіадах
| Олімпіада    | Дисципліна              | Місце |
| ------------ | ----------------------- | ----- |
| Атланта 1996 | естафета 4 x 400 метрів | 2     |